# Charles Dubost
Charles Joseph Marie Dubost (* 18. Mai 1905 in Moulins; † 3. Juli 1991 in Saint-Cloud) war ein französischer Jurist. Er wurde bekannt als stellvertretender Hauptankläger beim Nürnberger Prozess gegen die Hauptkriegsverbrecher von 1945/1946.

## Leben
Nach einem Studium der Rechtswissenschaften nahm Dubost 1931 seinen Beruf als Rechtsanwalt auf. Während des Zweiten Weltkriegs war er in der Résistance tätig.
Im Sommer 1945 wurde er Mitglied der französischen Delegation für das Internationale Militärtribunal. In dessen Prozess gegen die Hauptkriegsverbrecher wurde eine Auswahl von führenden Personen des NS-Staates angeklagt, die sich nach dem Ende des Zweiten Weltkrieges in alliierter Hand befanden. Als einer der Ankläger führte Dubost zahlreiche Kreuzverhöre während des Prozesses durch. Am 29. Juli 1946 hielt er das französische Schlussplädoyer gegen verschiedene Angeklagte, so gegen Hermann Göring, Joachim von Ribbentrop, Fritz Sauckel und Ernst Kaltenbrunner.